# Lobo da ínsula
Lobo da ínsula é um lobo profundo, situado no fundo do sulco lateral, no encéfalo. A ínsula tem forma triangular com vértice ínfero-anterior, está separada dos lobos vizinhos por sulcos pré-insulares. Possui cinco giros (curtos e longos). Suas principais funções são fazer parte do sistema límbico e coordenar quaisquer emoções, além de ser responsável pelo paladar.

## Estrutura
Uma área adicional do córtex cerebral que não é normalmente incluída nos cinco lobos clássicos do córtex cerebral é a ínsula, que se situa sobreposta à zona em que o telencéfalo e o diencéfalo se fundiram aquando do desenvolvimento embrionário. A ínsula pode ser visível se se afastar o opérculo que a envolve na zona do sulco lateral, ou se se retirar parte da zona envolvente.
O seu córtex apresenta uma forma triangular com o ápice dirigido antero-inferiormente para abrir na fossa lateral (límen). Existe o opérculo frontal, opérculo temporal e opérculo parietal que correspondem às zonas que cobrem a ínsula.
A ínsula é constituída por quatro giros curtos separados por sulcos rasos (parte anterior) e por um giro longo que é divido na sua extremidade superior (parte posterior), um sulco central que separa estas duas porções (anterior e posterior) e ainda um sulco circular que delimita esta estrutura.